# アシスタント・プロフェッサー
アシスタント・プロフェッサー（英語: Assistant Professor)とは、アメリカ合衆国、カナダの大学における教授職の一つ。教授 (Professor)、准教授 (Associate Professor) に次ぐ職位にあたる。
日本の大学では、「助教」の英文名称として「Assistant Professor」を当てている大学が多いが、大学教員の職務内容や呼称の定義は各国で異なり、北米と全く同じ職位ではない。一部の大学では、「講師」の英文名称として、「Lecturer」ではなく「Senior Assistant Professor」を用いている。

## 概要
博士号（Ph.D.） を取得後、多くの場合ポスドクを経てからアシスタント・プロフェッサーになる。アシスタント・プロフェッサーの多くはテニュアトラックと呼ばれる、終身雇用の審査のための雇用形態である。通常6年ある審査に合格すると、准教授に昇進し、テニュア（退職年齢がなく一生働ける権利）を得る。審査では研究、教育、雑務の全てが重視される。